# Michail Chodorkovskij

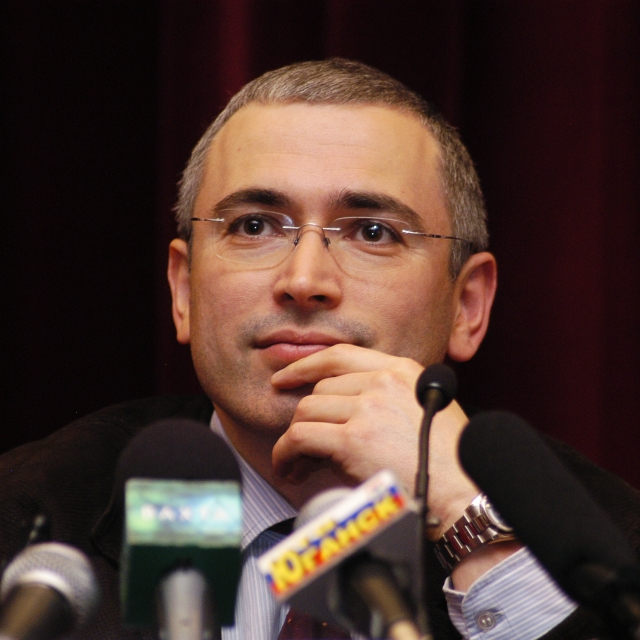
Michail Chodorkovskij 2001.

Michail Borisovitj Chodorkovskij (ryska: Михаи́л Бори́сович Ходорко́вский), född 26 juni 1963 i Moskva i dåvarande Ryska SFSR, är en rysk affärsman.
Chodorkovskij var som ung aktiv i det sovjetiska kommunistpartiets ungdomsförbund Komsomol. Under Sovjetunionens sista år började han ägna sig åt affärsverksamhet med hjälp av sina kontakter inom kommunistpartiet. Han bedrev bland annat kafé, diskotek och öppnade 1989 en av Sovjetunionens första privata banker. I början av 1990-talet köpte Chodorkovskij Yukos,  Rysslands största oljebolag. 2004 tänkte han utmana Vladimir Putin i presidentvalet, och diskuterade själv med USA och Kina om handelsavtal.
Han var då den rikaste personen i Ryssland och den 16:e rikaste i världen. 2003 fängslades han anklagad för ekonomisk brottslighet och Yukos förstatligades.
Gripandet av Chodorkovskij och förstatligandet av Yukos föregicks av en juridisk tvist mellan Yukos och den ryska staten och väckte stor uppmärksamhet såväl i Ryssland som övriga världen. Flera internationella bedömare menade att anklagelserna mot Chodorkovskij för ekonomisk brottslighet var svepskäl för att rättfärdiga ett förstatligande av Yukos och ett utmanövrerande av Chodorkovskij, som sågs som ett hot mot president Vladimir Putin. Den 27 december 2010 dömdes Chodorkovskij för penningtvätt och stöld. Den 20 december 2013 benådade Putin Chodorkovskij per dekret.
Strax efter frigivningen lämnade Chodorkovskij Ryssland och bosatte sig i Berlin.

## Öppna Ryssland
Redan 2001 grundade Chodorkovskij stiftelsen Öppna Ryssland (ryska: Открытая Россия) med hemvist i London. Dess verksamhet lades ner 2006 sedan grundaren hade satts i fängelse, men återöppnades i september 2014 och har sedan dess bidragit till seminarier och konferenser om hur Ryssland ska kunna moderniseras och demokratiseras.
Vid rörelsens konferens i Tallinn i april 2017 avgick Chororkovskij som ordförande och i till hans efterträdare valdes den 29-årige Aleksandr Solovjov, som tidigare har varit assistent åt statsdumaledamoten Dmitrij Gudkov.